# Escoville
Escoville ist eine französische Gemeinde mit 851 Einwohnern (Stand: 1. Januar 2022) im Département Calvados in der Region Normandie. Escoville gehört zum Arrondissement Lisieux und zum Kanton Troarn (bis 2015: Kanton Cabourg).

## Geographie
Escoville liegt in der Ebene von Caen, etwa neun Kilometer in ostnordöstlicher Richtung.
Umgeben wird Escoville von den Nachbargemeinden Hérouvillette im Norden und Westen, Bréville-les-Monts im Nordosten, Bavent im Osten und Nordosten, Touffréville im Osten und Südosten, Cuverville im Süden sowie Colombelles im Südwesten.

## Bevölkerungsentwicklung
| Jahr                      | 1962 | 1968 | 1975 | 1982 | 1990 | 1999 | 2006 | 2011 |
| Einwohner                 | 321  | 417  | 460  | 438  | 623  | 626  | 730  | 751  |
| Quelle: Cassini und INSEE |      |      |      |      |      |      |      |      |

## Sehenswürdigkeiten

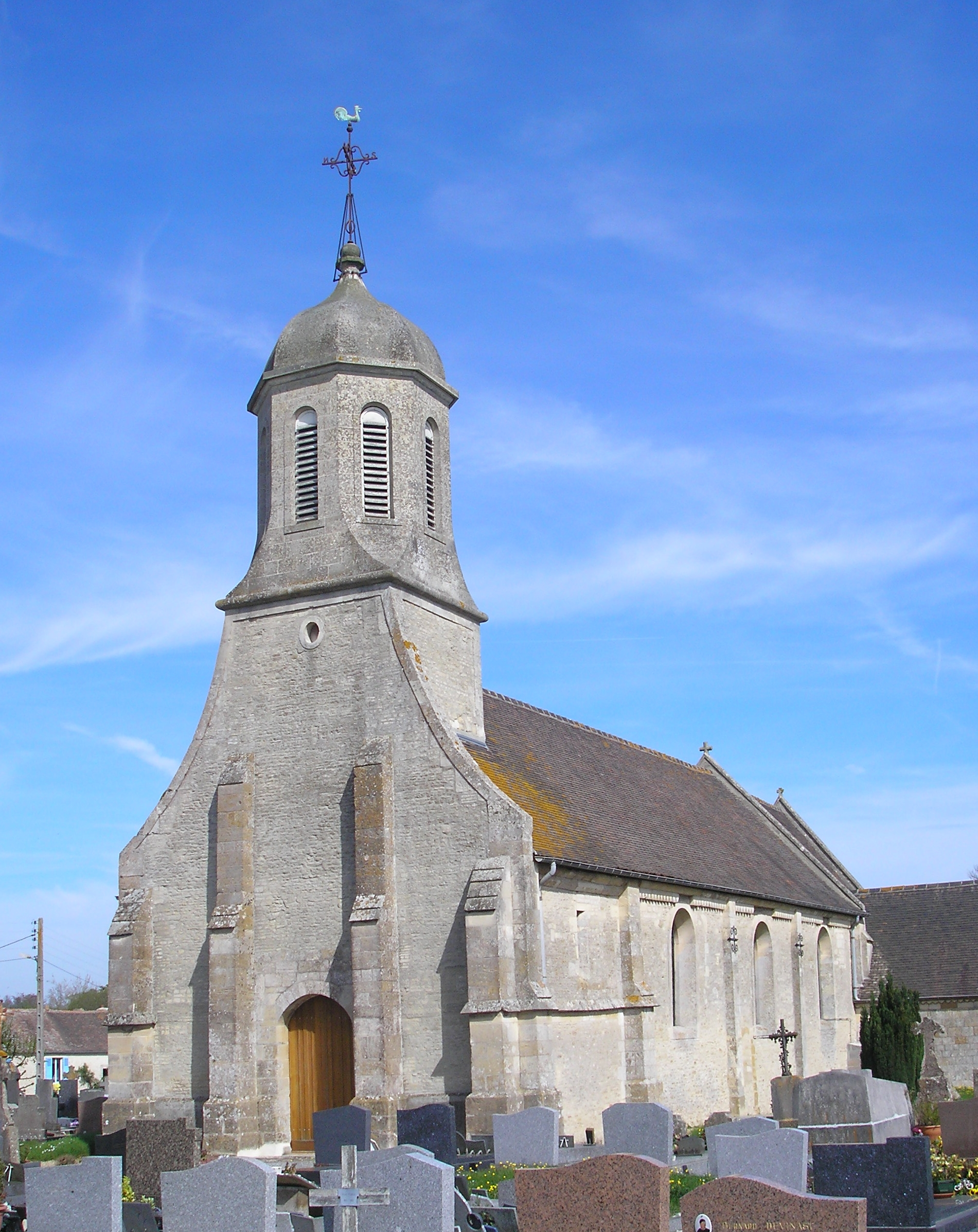
Kirche Saint-Laurent

- Kirche Saint-Laurent